# Vladimir Zografski
Vladimir Zografski, detto Vladi (in cirillico: Владимир Зографски?; Samokov, 14 luglio 1993), è un saltatore con gli sci bulgaro.

## Biografia
Figlio di Emil, a sua volta saltatore con gli sci e in seguito allenatore, Vladimir Zografski, attivo dal gennaio del 2005, ha esordito in Coppa del Mondo il 14 dicembre 2008 a Pragelato dal trampolino lungo (43º) e ai Campionati mondiali a Liberec 2009, dove si è classificato 43º nel trampolino normale; ai Mondiali juniores di Otepää 2011 ha vinto la medaglia d'oro nel trampolino normale e ai successivi Mondiali di Oslo 2011 si è piazzato 34º nel trampolino normale e 37º nel trampolino lungo, mentre a quelli di Val di Fiemme 2013 è stato 40º nel trampolino normale e 31º nel trampolino lungo e ai XXII Giochi olimpici invernali di Soči 2014, suo esordio olimpico, si è classificato 54º nel trampolino normale e 47º nel trampolino lungo.
Ai Mondiali di Falun 2015 si è piazzato 30º nel trampolino normale e 47º nel trampolino lungo, a quelli di Lahti 2017 42º nel trampolino normale e ai XXIII Giochi olimpici invernali di Pyeongchang 2018 14º nel trampolino normale e 35º nel trampolino lungo; ai Mondiali di Seefeld in Tirol 2019 è stato 37º nel trampolino normale e 30º nel trampolino lungo, a quelli di Oberstdorf 2021 43º nel trampolino normale e 37º nel trampolino lungo e ai XXIV Giochi olimpici invernali di Pechino 2022 22º nel trampolino normale e 38º nel trampolino lungo. Ai Mondiali di volo di Vikersund 2022, suo esordio nella manifestazione, si è classificato 34º nella gara individuale; ai Mondiali di Planica 2023 si è piazzato 32º nel trampolino normale e 35º nel trampolino lungo, ai Mondiali di volo di Tauplitz 2024 40º nella gara individuale e ai Mondiali di Trondheim 2025 9º nel trampolino normale e 17º nel trampolino lungo.

## Palmarès

### Mondiali juniores
- 1 medaglia:
  - 1 oro (trampolino normale a Otepää 2011)

### Coppa del Mondo
- Miglior piazzamento in classifica generale: 33º nel 2013 e nel 2019